# تل کراده
تل کراده مربوط به دوران‌های تاریخی قبل از اسلام است و در شهرستان جهرم، بخش سیمکان، روستای کراده واقع شده و این اثر در تاریخ ۱۲ بهمن ۱۳۸۱ با شمارهٔ ثبت ۷۲۰۷ به‌عنوان یکی از آثار ملی ایران به ثبت رسیده است.